# Divisions administratives d'Armènia
Armènia està dividida en onze divisions administratives. D'aquests, deu són províncies, conegudes com a marzer (մարզեր) o en la forma singular marz (մարզ) en armeni.
La ciutat d'Yerevan es tracta per separat i té concedida una administració provincial especial per ser la capital del país. El governador de cadascuna de les 10 províncies és el marzpet, és un càrrec nomenat pel govern armeni. A la capital el governador rep el nom d'alcalde, nomenat pel president.

## Divisions administratives de primer nivell
A continuació hi ha una llista de les províncies amb les dades de població, àrea i densitat de població. Les dades són del Servei Estadístic Nacional de la República d'Armènia. L'àrea de la província de Guegharkunik inclou el Llac Sevan que cobreix 1.278 quilòmetres quadrats del seu territori.
| Província    | Població (cens del 2011) | % sobre la població total del país | Àrea (km²) | Densitat (hab./km²) | Comunitats urbanes | Comunitats rurals | Capital      |
| ------------ | ------------------------ | ---------------------------------- | ---------- | ------------------- | ------------------ | ----------------- | ------------ |
| Aragatsotn   | 132.925                  | 4,4                                | 2.756      | 48                  | 3                  | 111               | Astarak      |
| Ararat       | 260.367                  | 8,6                                | 2.090      | 125                 | 4                  | 93                | Artàxata     |
| Armavir      | 265.770                  | 8,8                                | 1.242      | 214                 | 3                  | 94                | Armavir      |
| Guegharkunik | 235.075                  | 7,8                                | 5.349      | 44                  | 5                  | 87                | Gavar        |
| Kotaiq       | 254.397                  | 8,4                                | 2.086      | 122                 | 7                  | 60                | Hrazdan      |
| Lorí         | 235.537                  | 7,8                                | 3.799      | 62                  | 8                  | 105               | Vanadzor     |
| Xirak        | 251.941                  | 8,3                                | 2.680      | 94                  | 3                  | 116               | Gyumri       |
| Siunik       | 141.771                  | 4,7                                | 4.506      | 32                  | 7                  | 102               | Kapan        |
| Tavuix       | 128.609                  | 4,3                                | 2.704      | 48                  | 5                  | 57                | Idjevan      |
| Vaiots Dzor  | 52.324                   | 1,7                                | 2.308      | 23                  | 3                  | 41                | Ieghegnadzor |
| Yerevan      | 1.060.138                | 35,1                               | 223        | 4.754               | 1                  | n/a               | n/a          |

## Comunitats (hamainkner)
Dins de cada província hi ha comunitats (hamainkner, en singular hamaink). Cada comunitat té un autogovern i consisteix d'una o més entitats de població (bnakavayrer, en singular bnakavayr). Les entitats de població són classificades com ciutats (kaghakner, en singular kaghak) o pobles (guiugher , en singular guiugh). El 2007, Armènia tenia 915 comunitats, de les quals 49 considerades urbanes i 866 considerades rurals. La capital, Yerevan, també té el reconeixement d'una comunitat. A més, Yerevan està dividit en dotze districtes autònoms.

## Terminologia
| Singular en armeni                       | Plural en armeni        | Català                            | Comentari     |
| ---------------------------------------- | ----------------------- | --------------------------------- | ------------- |
| marz (մարզ)                              | marzer (մարզեր)         | Província                         | Primer nivell |
| hamaink (համայնք)                        | hamainkner (համայնքներ) | Comunitat                         | Segon nivell  |
| bnakavair                                | bnakavairer             | Entitat de població               | Tercer nivell |
| kaghak                                   | kaghakner               | Ciutat                            | Tercer nivell |
| guiugh                                   | guiugher                | Poble                             | Tercer nivell |
| taghaïin hamainkner (թաղային համայնքներ) | "Comunitat local"       | Generalment traduït com districte |               |